# Pentatlo moderno nos Jogos Pan-Americanos de 2019 - Individual feminino
A competição feminina do pentatlo moderno nos Jogos Pan-Americanos de 2019 foi disputada em 26 e 27 de julho de 2019 na Escola Militar de Chorrillos, em Lima, com 32 atletas. 

## Calendário
| Data        | Hora  | Fase                          |
| ----------- | ----- | ----------------------------- |
| 26 de julho | 9:00  | Esgrima                       |
| 27 de julho | 11:00 | Natação                       |
| 27 de julho | 12:15 | Esgrima (bonificação)         |
| 27 de julho | 13:45 | Hipismo                       |
| 27 de julho | 15:30 | Evento combinado tiro/corrida |

## Medalhistas
| Ouro   | MEX Mariana Gutierrez   |
| Prata  | USA Samantha Achterberg |
| Bronze | CUB Leydi Moya          |

## Resultados
| Pos.              | Atleta               | Nacionalidade            | Natação Tempo(pts) | Esgrima Vitórias(pts) | Hipismo Tempo(pts) | Combinação Tempo(pts) | Pontos |
| ----------------- | -------------------- | ------------------------ | ------------------ | --------------------- | ------------------ | --------------------- | ------ |
| Medalha de ouro   | Mariana Gutierrez    | MEX México               | 2:19.10 (272)      | 25 + 0 (271)          | 72.33 (285)        | 12:16.00 (564)        | 1392   |
| Medalha de prata  | Samantha Achterberg  | USA Estados Unidos       | 2:20.54 (269)      | 15 + 1 (202)          | 78.61 (293)        | 12:06.00 (574)        | 1338   |
| Medalha de bronze | Leydi Moya           | CUB Cuba                 | 2:22.01 (266)      | 20 + 0 (236)          | 76.57 (288)        | 12:43.00 (537)        | 1327   |
| 4                 | Maria Iêda Guimarães | BRA Brasil               | 2:29.68 (251)      | 22 + 0 (250)          | 69.05 (293)        | 13:07.00 (513)        | 1307   |
| 5                 | Ana Sophia Cuellar   | GUA Guatemala            | 2:25.31 (260)      | 19 + 2 (231)          | 68.74 (286)        | 13:06.00 (514)        | 1291   |
| 6                 | Isabela de Abreu     | BRA Brasil               | 2:22.29 (266)      | 19 + 0 (229)          | 77.41 (273)        | 13:02.00 (518)        | 1286   |
| 7                 | Tamara Vega          | MEX México               | 2:27.23 (256)      | 14 + 0 (194)          | 75.39 (282)        | 12:38.00 (542)        | 1274   |
| 8                 | Eliani Rodríguez     | CUB Cuba                 | 2:26.21 (258)      | 20 + 0 (236)          | 71.82 (293)        | 13:42.00 (478)        | 1265   |
| 9                 | Kelly Fitzsimmons    | CAN Canadá               | 2:23.31 (264)      | 19 + 1 (230)          | 75.93 (296)        | 13:47.00 (473)        | 1263   |
| 10                | Isabella Isaksen     | USA Estados Unidos       | 2:25.12 (260)      | 16 + 0 (208)          | 88.07 (259)        | 13:11.00 (509)        | 1236   |
| 11                | Priscila Oliveira    | BRA Brasil               | 2:19.98 (271)      | 15 + 3 (204)          | 96.84 (265)        | 13:28.00 (492)        | 1232   |
| 12                | Delmis Guevara       | CUB Cuba                 | 2:18.89 (273)      | 16 + 0 (208)          | 119.48 (222)       | 13:48.00 (472)        | 1175   |
| 13                | Lourdes Hernández    | ECU Equador              | 2:31.85 (247)      | 10 + 1 (167)          | 78.41 (286)        | 14:47.00 (413)        | 1113   |
| 14                | Carmen Lara          | MEX México               | 2:28.33 (254)      | 19 + 9 (238)          | EL                 | 12:07.00 (573)        | 1065   |
| 15                | Johanna Zapata       | ARG Argentina            | 2:37.56 (235)      | 24 + 0 (264)          | EL                 | 12:17.00 (563)        | 1062   |
| 16                | Shauna Biddulph      | CAN Canadá               | 2:59.24 (192)      | 12 + 6 (186)          | 121.36 (203)       | 13:52.00 (468)        | 1049   |
| 17                | María Godoy          | GUA Guatemala            | 2:24.40 (262)      | 23 + 0 (257)          | EL                 | 13:33.00 (487)        | 1006   |
| 18                | Jane Pereira         | PER Peru                 | 3:00.33 (190)      | 11 + 0 (173)          | 93.55 (247)        | 15:07.00 (393)        | 1003   |
| 19                | Claire Samulak       | CAN Canadá               | 2:47.81 (215)      | 10 + 2 (168)          | 72.59 (292)        | 16:13.00 (327)        | 1002   |
| 20                | Sofía Escobar        | GUA Guatemala            | 2:25.20 (260)      | 20 + 0 (236)          | EL                 | 13:16.00 (504)        | 1000   |
| 21                | Pamela Zapata        | ARG Argentina            | 2:30.47 (250)      | 24 + 0 (264)          | EL                 | 13:37.00 (483)        | 997    |
| 22                | Tony Espinoza        | PER Peru                 | 2:50.61 (209)      | 3 + 0 (117)           | 74.36 (297)        | 15:38.00 (362)        | 985    |
| 23                | Jessica Davis        | USA Estados Unidos       | 2:29.65 (251)      | 14 + 0 (194)          | EL                 | 12:41.00 (539)        | 984    |
| 24                | María José Borbalan  | CHI Chile                | 2:40.90 (229)      | 5 + 4 (135)           | EL                 | 12:55.00 (525)        | 889    |
| 25                | Katherine Espinosa   | DOM República Dominicana | 2:29.15 (252)      | 13 + 0 (187)          | DNS                | 15:16.00 (384)        | 823    |
| 26                | Fátima Casas         | BOL Bolívia              | 2:44.22 (222)      | 7 + 0 (145)           | DNF                | 14:51.00 (409)        | 776    |
| 27                | Cecilia Hernández    | DOM República Dominicana | 2:31.70 (247)      | 14 + 0 (190)          | EL                 | 16:45.00 (295)        | 736    |
| 28                | Valentina Buitrago   | COL Colômbia             | 2:35.57 (239)      | 10 + 1 (167)          | EL                 | 16:53.00 (287)        | 693    |
| 29                | Mariela Villegas     | BOL Bolívia              | 3:28.89 (133)      | 12 + 0 (180)          | EL                 | 15:27.00 (373)        | 686    |
| 30                | Lucia Sanabia        | URU Uruguai              | 3:23.63 (143)      | 8 + 0 (152)           | DNS                | 16:53.00 (287)        | 582    |
| 31                | Valerie Calero       | ECU Equador              | 2:26.92 (257)      | 7 + 0 (145)           | DNS                | DNS                   | 402    |
| 32                | Iryna Khokhlova      | ARG Argentina            | DNS                | DNS                   | DNS                | DNS                   | 0      |